# EW-System
 (février 2022).
Si vous disposez d'ouvrages ou d'articles de référence ou si vous connaissez des sites web de qualité traitant du thème abordé ici, merci de compléter l'article en donnant les références utiles à sa vérifiabilité et en les liant à la section « Notes et références ».
L'EW-System est un système de jeu de rôle créé en 2004 par Lionel Davoust, Christian Grussi et Sidney Merkling et édité par Extraordinary Worlds Studio (eWs).
Il est publié sous licence ludique libre (open gaming license, OGL).
C'est un système à compétences, utilisant uniquement des d10 et des d20.
Le système est décrit dans chaque premier livret d'un EW-Universe, ainsi que dans le livret EW-System Deluxe (15 EUR). Il est également téléchargeable gratuitement sur le site Internet de l'éditeur.

## Présentation générale
Les règles ont été créées pour permettre une action fluide, c'est-à-dire que l'application des règles ne doit pas trop ralentir le déroulement du jeu (jeu dit « cinématique »). Pour autant, il ne s'agit pas d'un système simpliste. Tous les jets de dé peuvent être effectués par les joueurs, ce qui laisse au maître de jeu les mains libres pour gérer le reste.
Les règles forment un mécanisme de base auquel on peut ajouter des modules. Par exemple si l'on peut jouer plusieurs peuples (humains, elfes, nains… en médiéval fantastique), chaque peuple est un module ; dans un monde moderne, les règles spécifiques aux véhicules forment aussi un module.

## les règles

### Définition du personnage
Le joueur doit choisir un archétype, qui est le métier de son personnage. Ceci conditionne le coût d'achat des spécialités ainsi que le matériel dont dispose le personnage au départ.
Le personnage est défini par quatre caractéristiques qui vont de 3 à 10 :
- le physique (PHY) : force, agilité, endurance, réflexes ;
- le mental (MEN) : volonté, capacité d'apprentissage et de raisonnement ;
- la perception (PER) : les cinq sens ainsi que l'instinct (6e sens) ;
- la présence (PRÉ) : charisme, magnétisme ; charme

qui représentent son inné. Elles sont déterminées en répartissant 28 points.
Ces caractéristiques définissent quatre champs dont les valeurs sont les moyennes des valeurs de deux caractéristiques,
- la connaissance (con) : mental et présence ;
- le combat (com) : physique et perception ;
- l'habileté (hab) : physique et mental ;
- le social (soc) : présence et perception.

Les champs sont les acquis, ce que le personnage a développé. Ce sont ses capacités de base, qui seront ensuite modifiées par les spécialités.
Ensuite, le joueur dispose de 36 points de génération, avec lesquels il peut « acheter » des traits, pouvoirs, spécialités et aptitudes.
Les traits sont des avantages (comme rapidité ou résistance à la douleur) et des restrictions (comme allergie ou phobie) ; le fait de prendre des restrictions permet d'augmenter le capital de points de génération. Les spécialités sont les compétences acquises, comme arme de poing, langue étrangère, conduite... Les spécialités varient de 0 (néophyte) à 6 (expert mondial). Les aptitudes sont des sortes de compétences générales qui dépendent de l'archétype. Les pouvoirs sont des capacités hors du commun voire surnaturelles, comme les pouvoirs psychiques.
À la fin d'une aventure, le personnage peut gagner des points d'expérience (en moyenne 2 à 3 par aventure), qui lui permettent d'augmenter ses caractéristiques, spécialités, niveau de pouvoir, racheter des points d'éclat...

### Résolution des actions
Toutes les actions se résolvent avec une table unique. Lorsqu'un personnage essaie d'accomplir une tâche dépendant d'une spécialité, il croise (champ+spécialité) et le niveau de difficulté (ND) sur la table, ce qui lui donne un score ; la confrontation est réussie si
1d20 ≤ score de la table
Si deux personnages s'opposent, alors le niveau de difficulté est (champ+spécialité) de l'autre personnage.
On peut aussi faire une confrontation sur une caractéristique, par exemple (perception)/(ND) pour savoir si le personnage repère un détail, ou bien (physique personnage 1)/(physique personnage 2) pour savoir qui remporte un bras de fer.
Le personnage dispose de points d'éclat qu'il peut dépenser pour réussir une action malgré l'échec du jet, ou bien pour obtenir un « coup de pouce » du destin ; il a 3 points d'éclat à la création.

### Santé
Les points de vie sont égaux à 3 × physique. Ils déterminent le nombre de points de dégâts létaux et de points de dégâts superficiels que le personnage peut perdre (par exemple, s'il a 18 points de vie, il a un capital de 18 points de dégâts létaux et de 18 points de dégâts superficiels). Les dégâts superficiels sont les éraflures et les contusions, s'ils tombent à 0, le personnage est inconscient, et tous les dégâts superficiels supplémentaires passent en dégâts létaux. Les dégâts létaux sont les blessures et maladies nécessitant des soins médicaux, s'ils tombent à 0, le personnage est mort.
On définit deux seuils de points de vie : le seuil à -2, qui vaut la moitié des points de vie, et le seuil à -4 qui vaut le quart des points de vie. Dès que les points de dégâts superficiels ou létaux sont descendus en dessous d'un des seuils, le malus s'applique à toutes les actions.

### Combat
Les combats sont découpés en rounds de 3 secondes, au cours desquels chaque personnage peut attaquer et se défendre une seule fois ; il peut tenter d'attaquer ou de se défendre un nombre plus important de fois en accumulant un malus à toutes ses actions durant le round ; il peut aussi choisir de ne pas attaquer (défense totale) ou de ne pas se défendre (attaque totale) pour bénéficier d'un bonus.
Au début de chaque round, chaque personnage tire 1d10 et ajoute son score d'initiative (égal au score de combat) pour déterminer l'initiative ; les personnages agissent par ordre décroissant (celui ayant le score le plus élevé agit en premier).
Le score pour toucher est obtenu en croisant sur la table (combat+spécialité arme attaquant)/(combat+spécialité arme défenseur). Si le personnage ne cherche pas à se défendre activement, le niveau de difficulté de l'attaque est égal à la défense naturelle du personnage (physique divisé par 4) ; ceci représente la difficulté de viser une cible immobile et la possibilité de maladresse.
Si le coup porte, alors le personnage touché perd :
- points de dégâts superficiels : 1d10 — défense naturelle du personnage
- points de dégâts létaux : impact de l'arme attaquant — protection de l'armure du personnage

lorsque le personnage frappe avec ses poings, l'impact est égal au quart du physique ; lorsque c'est une arme de contact (arme contondante ou blanche), on y ajoute le bonus aux dégâts de l'arme.
Lorsqu'il s'agit d'une arme à distance (arme de jet, arc, arme à feu), l'impact est uniquement celui de l'arme.

## Publications
- Lionel Davoust, Christian Grussi et Sidney Merkling, EW-System : Règles de base, Extraordinary Worlds Studio, février 2004, 40 p. format électronique
- Arnaud Cuidet, Lionel Davoust, Christian Grussi et Sidney Merkling (ill. El Théo), Core rules : v. 2.0, Extraordinary Worlds Studio, novembre 2004, 92 p. format électronique
- EWSystem Lite, pdf téléchargeable gratuitement
- Arnaud Cuidet, Lionel Davoust, Christian Grussi et Sidney Merkling (ill. El Théo), EW-System Deluxe, Extraordinary Worlds Studio, février 2005, 84 p. (ISBN 2-915566-05-4) contient un écran 4 volets

## Jeux utilisant l'EW-System
- Arkeos
- Cirkus
- Sovok